# メフディ・アビド・シャレフ
メフディ・アビド・シャレフ（英: Mehdi Abid Charef、1980年12月14日 - ）は、アルジェリア・コンスタンティーヌ出身のサッカー審判員。
2011年から国際サッカー連盟 (FIFA) に国際審判員として登録されており、チリで開催された2015 FIFA U-17ワールドカップと、インドで開催された2017 FIFA U-17ワールドカップで審判を務めた。

## 国際試合担当歴
- アフリカネイションズカップ2015
  - コートジボワールvsギニア（グループステージ）。
- 2015FIFAU-17ワールドカップ
  - ドイツvsオーストラリア（グループステージ）
  - フランスvsパラグアイ（グループステージ）
- アフリカネイションズチャンピオンシップ2016
  - マリvsウガンダ（グループステージ）
- アフリカネイションズカップ2017
  - ガーナvsマリ（グループステージ）
  - ガーナvsブルキナファソ（3位決定戦）
- 2017 FIFAU-17ワールドカップ
  - ドイツvsコスタリカ（グループステージ）
  - ホンジュラスvsニューカルデドニア（グループステージ）
  - マリvsガーナ（準々決勝）
- アフリカネイションズチャンピオンシップ2018
  - ザンビアvsウガンダ（グループステージ）
  - スーダンvsリビア（3位決定戦）